# Torri dei Castiglioni
Die Torri dei Castiglioni, auch Castello di Castione genannt, ist die Ruine einer spätmittelalterlichen Hangburg, die im Ortsteil Zibana der Gemeinde Palanzano in der italienischen Region Emilia-Romagna liegt.

## Geschichte
Die ursprüngliche Festung über dem ‚‚Cedra‘‘-Tal wurde im Spätmittelalter errichtet; die erste sichere Dokumentation stammt aus dem Jahr 1444.
Das ganze 15. Jahrhundert hindurch, in einer Zeit, als die Burg „Castione“ oder „Castro“ genannt wurde, war sie zwischen dem Parma-Zweig und dem Reggio-Zweig der mächtigen Familie Vallisneri umstritten, die sie wahrscheinlich bis zum Untergang des Hauses behielt, der vermutlich an der Schwelle vom 16. zum 17. Jahrhundert kam. Das Anwesen fiel dann an die Castiglionis vom Hause Belzebù, die reichen Besitzer des Ortes.
Im 16. Jahrhundert wurden die drei Türme errichtet, die heute noch stehen, um die Grenze zwischen dem Valle dei Cavallieri und dem Monchio delle Corti zu markieren.
Der befestigte Komplex verfiel dennoch zu einer Ruine, sodass 1697 nur noch einige Mauerabschnitte und die Zisterne, die noch mit Wasser gefüllt war, erhalten geblieben waren.
Um 1890 leitete Domenico Castiglioni Arbeiten zum kompletten Wiederaufbau der Türme ein, auch wenn dies vielleicht tiefgreifende Veränderungen der ursprünglichen Gestalt des Gebäudes mit sich brachte.
Später verfiel der Komplex ein zweites Mal deutlich, bis zahlreiche Teile davon einstürzten.

## Beschreibung
Von dem befestigten Komplex sind heute nur noch die Ruinen der drei hohen Türme erhalten, die im späten 19. Jahrhundert aus unregelmäßigen Steinquadern erbaut wurden.
Die Strukturen mit rundem Grundriss enthalten einige Tür- und Fensterrahmen aus grauen Steinblöcken, die vermutlich bei der letzten Rekonstruktion hinzugefügt wurden. Man kann insbesondere das Haupteingangsportal erkennen, dessen Schlussstein durch ein Halbrelief geziert ist, das das Wappen der Castiglionis zeigt, flankiert vom Epigraph „Amor et Fides“ (dt.: Liebe und Treue).